# 데비안 인스톨러
데비안 인스톨러(Debian-Installer)는 데비안의 설치 프로그램이다. 처음 리눅스 배포판은 "Skolelinux Venus(1.0)"이 사용되었지만 그것은 원래 코드네임 "sarge"라 불리는 Debian의 3.1 버전의 배포를 위해 쓰여졌다. 데비안 인스톨러는 우분투를 이용가능한 두 개의 공식적인 인스톨러 중 하나이다. 우분투 6.06에서 소개되었던 다른 하나는"Ubiquity"라고 불린다(그것도 데비안 인스톨러의 한 부분에 기초한다)
그것은 설치시에 배열하기 위하여cdebconf(C에서 debconf로 재구현)를 이용한다.
원래는 텍스트-모드와 ncurses만 지원했었다. 그래픽 프론트엔드(GTK+-DirectFB를 사용하는)는 Debian 4.0(코드네임: "etch")에 처음 도입되었다. Debian 6.0(코드네임: "Squeeze")부터 DirectFB 대신 Xorg를 사용한다.

## 같이 보기
- 아나콘다
- 유비퀴티
- 우비